# Vrutice (přítok Vltavy)
Vrutice je přítok Vltavy na 62,5 km zleva. Pramení ve Slivenci, odkud teče východním směrem. Délka jeho toku je 4,5 km a plocha povodí 5,08 km². Sběrná pramenná oblast je v úrovni kolem 350 m n. m.

## Průběh toku
Potok je v horní části místy zatrubněn a odvádí vodu ze Slivence. Ve státních mapových dílech je jeho zatrubněný tok značen od Návesního rybníka ve Slivenci. Na povrch vytéká ve východní části Slivence nad silničním mostem ulice K Homolce vedoucí serpentinami do Velké Chuchle.
Teče údolím podél této silnice, kde se do něj zprava vlévá pramen zvaný V Obecní zahradě. Střední tok má bystřinný charakter a dochází zde k vymílání břehů; v tomto úseku na říčním kilometru 2,084 se nacházejí kamenné hrázky.
Na okraji Velké Chuchle vede kolem Pacoldovy vápenky s vodním pramenem U Vápenky. Za vápenkou se na 1,8 km do něj zprava vlévá přítok zvaný U Vápenky o délce 0,5 km pramenící západně v zalesněném místě poblíž lesního pramene Nad Vápenkou a malé vodní plochy, kterou tento pramen napájí. Poblíž tohoto pramene se nachází nefunkční vodárna.

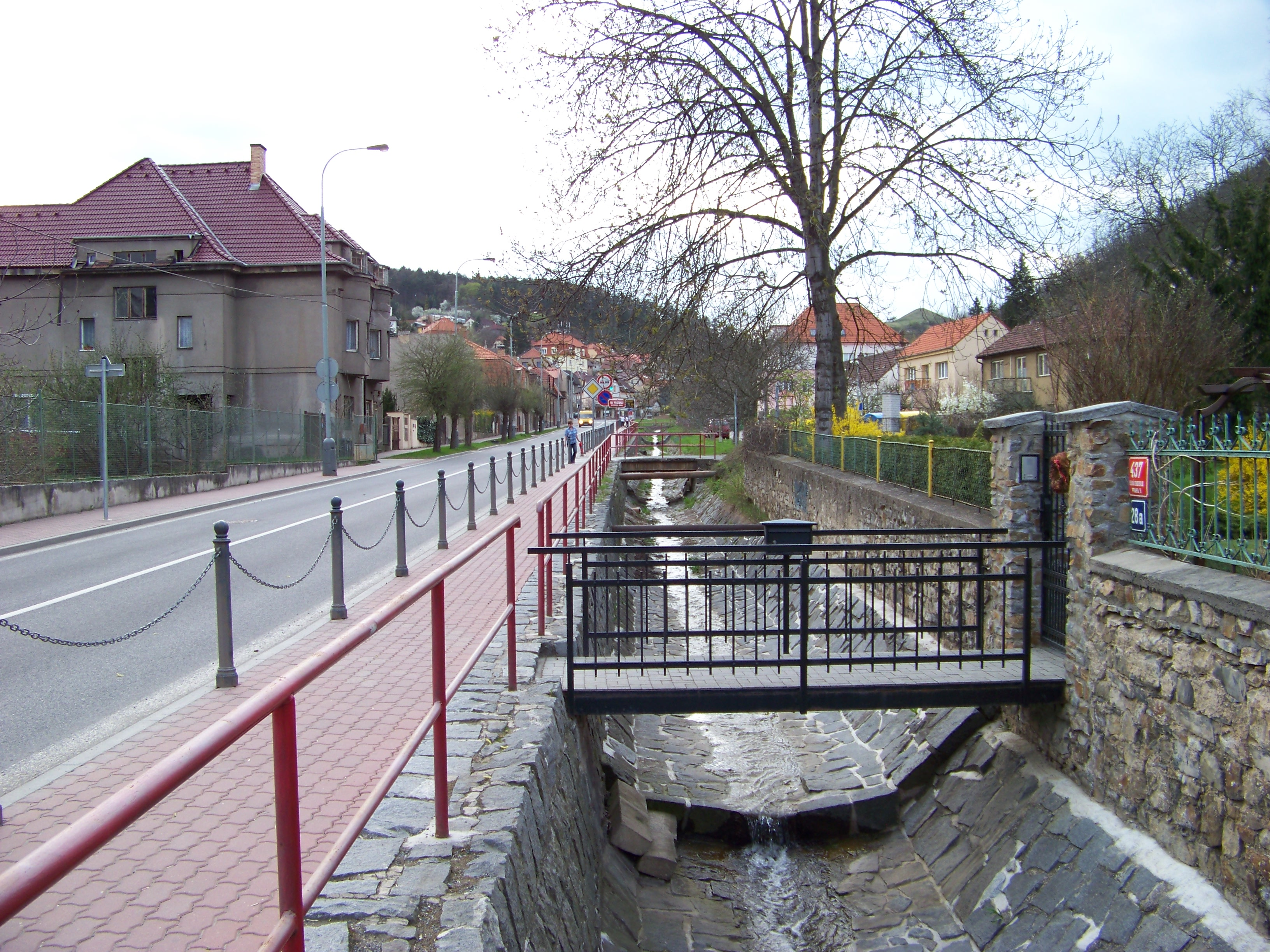
Nábřeží s potokem Vrutice pod školou Charlotty Masarykové

Dál potok teče podél ulic V Dolích, Pod Akáty a Starochuchelská, kde tvoří nábřeží. Na 0,9 km zprava do něj přitéká Libeřský potok od lokality Na Hvězdárně o délce 0,6 km. V této dolní části toku má koryto potoka břehy i dno opevněno kamennou dlažbou.
U úrovňového přejezdu podtéká železniční trať z Prahy do Plzně a křižovatku ulic a pokračuje novým zatrubněním v „Benešových rámech“ a otevřeným regulovaným korytem podél ulice Dostihová. Podtéká Strakonickou ulici v místech podchodu pro chodce a za ním vede pod zemí až k ústí do Vltavy.
V místě, kde potok teče pod železniční tratí, dochází k častým záplavám a problémům, které jsou spojeny s ukládáním splavenin. Tento stav se zhoršuje z důvodu nárůstu poměru zpevněných ploch.

## Turismus
Podél potoka vede turistická značená trasa  1011 z Velké Chuchle do Holyně. V dolní části podél něj vede cyklostezka A112 a v obci naučná stezka Chuchelský háj.